# Michaił Zacharow
Michaił Jegorowicz Zacharow (ros. Михаил Егорович Захаров, ur. 1908 w guberni riazańskiej, zm. 14 października 1952 w Kursku) – funkcjonariusz radzieckich organów bezpieczeństwa, pułkownik, szef Zarządu NKWD/NKGB/MWD ZSRR w obwodzie omskim (1939-1946).

## Życiorys
Od 1928 w WKP(b), w latach 1929-1932 zastępca przewodniczącego i przewodniczący komitetu fabrycznego, zastępca dyrektora fabryki obuwia w Zarajsku. W 1931 słuchacz 2 Moskiewskiego Obwodowego Uniwersytetu Komunistycznego im. Lenina, 1932-1935 dyrektor fabryki pierza i puchu w Zarajsku, od 1935 sekretarz fabrycznego komitetu WKP(b). Od 28 stycznia 1939 do 26 lutego 1941 szef Zarządu NKWD obwodu omskiego, od 26 lutego do 31 lipca 1941 szef Zarządu NKGB obwodu omskiego, od 31 lipca 1941 do 6 sierpnia 1946 szef Zarządu NKWD/MWD w obwodzie omskim. 21 lutego 1939 mianowany kapitanem, a 14 lutego 1943 pułkownikiem bezpieczeństwa państwowego. 1946-1947 szef Wydziału II Zarządu ds. Walki z Bandytyzmem MWD Litewskiej SRR, od stycznia 1947 funkcjonariusz MGB Litewskiej SRR, zastępca szefa Wydziału Śledczego MGB Litewskiej SRR. Od 19 lipca 1950 do 24 października 1951 szef Zarządu MGB obwodu wileńskiego, od października 1951 do marca 1952 w rezerwie MGB, od 10 marca 1952 do śmierci szef Zarządu MGB obwodu kurskiego. Pochowany na cmentarzu Nowodziewiczym.

## Odznaczenia
- Order Wojny Ojczyźnianej I klasy (24 sierpnia 1949)
- Order Czerwonego Sztandaru Pracy (20 lipca 1950)
- Order Czerwonej Gwiazdy (26 kwietnia 1940)
- Order „Znak Honoru” (20 września 1943)

I 3 medale.